# Împăratul Japoniei
Împăratul Japoniei este șeful familiei imperiale și șeful statului japonez. Conform Constituției din 1947, el este definit ca „simbolul statului și al unității poporului”. Din punct de vedere istoric, a fost și autoritatea cea mai înaltă a religiei Shinto. În japoneză, împăratul este numit Tennō (japoneză 天皇), literal „suveran ceresc”.
În prezent, împăratul Japoniei este singurul șef de stat din lume cu titlul de „Împărat”. Casa imperială a Japoniei este cea mai veche casă monarhică din lume. Originile istorice ale împăraților se regăsesc în perioada Kofun din secolele al III-lea - al VII-lea d.Hr., dar conform numărătorii tradiționale Kojiki și a Nihon Shoki , Japonia a fost fondată în 660 î.Hr. de către împăratul Jimmu, despre care se spune că este un descendent direct al zeiței soarelui Amaterasu. Împăratul actual este Naruhito. El a acces la tronul Crizantemei după abdicarea tatălui său, acum împăratul-emerit Akihito, la 30 aprilie 2019, la miezul nopții ora locală (30 aprilie 2019, ora 18:00 ora României).
Rolul împăratului Japoniei a alternat din punct de vedere istoric între un rol simbolic în mare parte ceremonial și cel al unui conducător imperial real. De la înființarea primului shogunat în 1199, împărații Japoniei au avut rar un rol de comandant suprem pe câmpul de luptă, spre deosebire de mulți monarhi occidentali. Împărații japonezi au fost aproape întotdeauna controlați de forțe politice externe, în grade diferite. De fapt, între 1192 și 1867, shōgun-ii sau regenții lor shikken din Kamakura (1203-1333) erau conducătorii de facto ai Japoniei, deși erau nominal numiți de împărat. După restaurația Meiji din 1867, împăratul a fost întruchiparea întregii puteri suverane în împărăție, așa cum a fost consacrată în Constituția Meiji din 1889. De la adoptarea Constituției din 1947, el a fost un șef de stat ceremonial fără puteri politice nominale.
De la mijlocul secolului al XIX-lea, Palatul Imperial a fost numit Kyūjō (japoneză 宮城), mai târziu Kōkyo (japoneză 皇居), și se află pe fostul loc al Castelului Edo din inima orașului Tokyo (actuala capitală a Japoniei). Mai înainte, împărații au locuit în Kyoto (vechea capitală) timp de aproape unsprezece secole. Ziua de naștere a Împăratului (în prezent, 23 februarie) este o sărbătoare națională.

## Rol
Spre deosebire de majoritatea monarhilor constituționali, Împăratul nu este șeful executiv nominal. Articolul 65 conferă în mod explicit putere executivă Cabinetului, al cărui prim-ministru este lider. Împăratul nu este, de asemenea, comandantul-șef al forțelor de autoapărare a Japoniei. Legea forțelor de autoapărare din Japonia din 1954 conferă, de asemenea, în mod explicit acest rol primului ministru.
Puterile împăratului sunt limitate doar la funcții ceremoniale importante. Articolul 4 din Constituție stipulează că Împăratul „va efectua numai acele acte în materie de stat așa cum sunt prevăzute în Constituție și nu va avea puteri legate de guvernare“. De asemenea, prevede că „consilierea și aprobarea Cabinetului sunt necesare pentru toate actele împăratului în materie de stat“ (articolul 3). Articolul 4 prevede, de asemenea, că aceste îndatoriri pot fi delegate de către împărat în condițiile prevăzute de lege.
În timp ce Împăratul îl numește în mod oficial pe primul ministru, articolul 6 din Constituție îi cere să numească candidatul „așa cum a fost desemnat de Dietă“, fără a da împăratului dreptul de a refuza numirea.
Articolul 6 din Constituție deleagă Împăratului următoarele roluri ceremoniale:
1. Numirea prim-ministrului, așa cum a fost desemnat de Dietă.
2. Numirea șefului Curții Supreme, așa cum a fost desemnat de Cabinet.

Celelalte îndatoriri ale Împăratului sunt prevăzute în articolul 7 din Constituție, în care se afirmă că „Împăratul, cu avizul și aprobarea Cabinetului, va efectua următoarele acte în materie de stat în numele poporului“. În practică, toate aceste obligații sunt exercitate numai în conformitate cu instrucțiunile obligatorii ale Cabinetului:
1. Promulgarea amendamentelor constituției, legilor, ordinelor cabinetului și a tratatelor.
2. Convocarea Dietei.
3. Dizolvarea Casei Reprezentanților.
4. Proclamarea alegerilor generale ale membrilor Dietei.
5. Certificarea numirii și demiterii miniștrilor de stat și a altor funcționari conform legii și a competențelor și acreditărilor depline ale ambasadorilor și miniștrilor.
6. Certificarea amnistiei generale și speciale, comutarea pedepsei, reprimarea și restabilirea drepturilor.
7. Acordarea onorurilor.
8. Certificarea instrumentelor de ratificare și a altor documente diplomatice prevăzute de lege.
9. Primirea ambasadorilor și miniștrilor străini.
10. Efecturarea funcțiilor ceremoniale.

Ceremoniile obișnuite ale împăratului cu o bază constituțională sunt Investirea Imperială (Shinninshiki) din Palatul Imperial din Tokyo și ceremonia de Discursului Tronului din Casa Consilierilor din Clădirea Dietei Naționale. Ultima ceremonie deschide sesiunile obișnuite și cele speciale din Dietă. Sesiunile ordinare sunt deschise în fiecare ianuarie și, de asemenea, după noile alegeri ale Camerei Reprezentanților. Sesiunile speciale se convoacă de obicei în toamnă și se deschid atunci.

## Perioada medievală
Pe 11 februarie 660 î.e.n., zi identificată astăzi cu Ziua Fondării Națiunii Nipone, Jimmu Tenno a fost încoronat ca primul împărat legendar japonez. (Domnia acestuia se încheie în anul 585 î.e.n.) Din punct de vedere literal cuvântul tenno înseamnă “suveran ceresc”. Titlul tenno a fost pentru prima oară atribuit conducătorilor japonezi în secolul al VI-lea sau al VII-lea (referitor la această dată părerile diferă), și este folosit de către toți suveranii ce au urmat acestei date. Termenul tenno nu este folosit de către nici o altă persoană monarhică sau imperială în afara Japoniei, iar pentru a desemna suveranul unei alte țări este uzitat termenul kotei.
Legendele japoneze afirmă că împărații Japoniei se trag din zeița Soarelui, Amaterasu, născută prin spălarea ochiului stâng al zeității Izanagi în mare. Potrivit tradiției, originea familiei imperiale nipone datează din anul 600 î.e.n., dar în realitate vechimea ei se situează în jurul anului 400 e.n., fiind cea mai veche familie dominatoare din lume. Ea a existat încă de la începuturile istoriei Japoniei și s-a perpetuat pe linie bărbătească de atunci și până azi (dar au existat și tenno femei).
Toate clanurile (uji) și familiile din Japonia medievală erau clasificate în trei ramuri: koshitsu, shinshoku și banmin. Ramura imperială (koshitsu) cuprindea pe cei care aparțineau familiei imperiale; ei pretindeau că descind direct din zeița Soarelui. Ramura divină (shinshoku) era alcătuită din clanuri care descindeau din alte zeități cerești sau terestre. Ramura străină (banmin) era reprezentată de clanuri puternice care nu pretindeau descendență din familia imperială. Poporul era considerat străin de către stările conducătoare; ei erau japonezi doar prin adopție. Fiecare familie aparținea uneia din cele trei ramuri ale societății japoneze. Dar aceste grupuri se pare că nu au dezvoltat forme rigide de structură interioară, un timp existând chiar o confuzie în ce privește apartenența la o ramură-grup sau alta a familiilor.
Se considera că până la această dată societatea japoneză nu a fost practic formată pe deplin și nici împărații nu aveau autoritate deplină asupra grupurilor, clanurilor și familiilor. Ei aveau autoritate numai asupra clanului lor și dacă acesta era cel mai puternic dintre toate, își putea exercita puterea și influența asupra celorlalte. Deci, autoritatea împăratului nu se extindea asupra întregii țări. Împăratul se bucura însă de trei mari prerogative: dreptul de a reprezenta diferitele clanuri în fața zeităților ancestrale, ceea ce implica funcția de preot-șef; dreptul de a reprezenta diferitele clanuri în relațiile externe, adică putea face pace și declara război în numele tuturor clanurilor și în acest fel exercita puterea militară; dreptul de a judeca disputele dintre clanuri, de a numi șeful clanurilor, în cazul în care căpetenia unui clan murea și dreptul de a înființa sau desființa asemenea clanuri. Împăratul era, deci, Pontif Suprem, comandant militar suprem, arbitru suprem și magistrat suprem. Cu toate acestea el nu era rege, pentru că puterea lui era exercitată prin consensul clanurilor.
În ciuda tuturor disputelor din familia imperială, de-a lungul istoriei Japoniei, referitoare la succesiunea la tron, tronul a fost întotdeauna ocupat de un membru al familie imperiale. Mai mult,  instituția imperială a fost sprijinită cu sentimente de respect și încredere de către popor. Această instituție a rămas neatinsă și de guvernele militare, care cu toate că au redus puterea împăratului la una nominală, orice încercare de a răsturna sistemul imperial s-a sortit eșecului.
Începând cu fondarea liniei imperiale, numai scurte perioade sunt cele în care împărații au condus efectiv. Ei au exercitat cea mai mare putere de-a lungul aproximativ a două secole, în timpul perioadei Asuka (552-710), perioadă ce cuprinde reformele Taika.
Pentru o perioadă de aproximativ o mie de ani ce au urmat, guvernul a fost ori în mâinile regenților (sessho, kampaku, shikken), sau mai târziu, în cele ale shogunilor, sub guvernele shogunale, întemeiate pentru prima dată de Minamoto Yoritomo (1147-1199). În tot acest timp, activitățile împăraților au fost restrânse mai mult la probleme culturale decât la cele cu semnificație politică. Cu toate că unii împărați au încercat în acest timp să readucă puterea politică în mâinile lor, eforturile lor ori au dat greș ori au avut un succes temporar. Cu toate acestea toți conducătorii reali ai Japoniei, de la regenții Fujiwara și Hojo până la shogunii Minamoto, Ashikaga și Tokugawa au respectat întotdeauna persoana împăratului.
Un factor care a ajutat păstrarea sistemului imperial al Japoniei poate fi observat în localizarea și natura teritoriului țării. Ca o națiune insulară unde contactele și disputele cu alte naționalități erau puține, sistemului imperial japonez nu a fost amenințat din afara granițelor, și nici nu a fost nevoie de un împărat în sensul conducătorului militar care să simbolizeze unitatea națiunii japoneze cu alte națiuni.
Cu toate că împăratul a fost aproape din totdeauna privit ca și conducătorul titular al țării, cea mai remarcabilă trăsătură a lui a fost tendința de a sublinia rolul împăratului ca mare preot al șinto, religie indigenă a Japoniei. De-a lungul perioadei Edo (1603-1868), cercetătorii tradiționaliști au dezvoltat teorii care susțineau faptul că datorită descendenței cerești împăratul ar trebui să fie venerat ca un zeu. Ca atare, împăratul era șeful suprem al cultului, iar pe aceste considerente de prestigiu îi recunoșteau și celelalte clanuri (uji) supremația și autoritatea; o autoritate limitată, dar niciodată contestată. Ceea ce urmăreau marile familii în anumite momente ale istoriei Japoniei medievale era, nu să-l înlăture pe “Fiul Cerului” - cum mai era denumit împăratul, ci să-i îngrădească și să-i controleze puterea. Ca urmare, spre a-și consolida poziția, împăratul caută să-și sporească tezaurul personal cât mai mult, cu veniturile provenite din tribut, din comerț și din monopolul asupra diferitelor corporații care erau atașate Casei imperiale.
Semnele distinctive ale apartenenței la aristocrația de curte erau: decorarea trăsurii cu ciucuri sau șireturi, înălțimea porții, viteza de deplasare a caleștii care, cu cât aristocratul era de rang mai înalt, se deplasa mai încet, trăsurile fiind trase de boi, nu de cai. În cadrul curții imperiale, pentru femei era prevăzută o scară de ranguri, titluri și funcții, similară cu cea  a bărbatului. În mare cinste era ținută muzica la curțile împăraților, unde muzicanții și cântăreții erau de obicei călugări, nobili sau samurai.
De la restaurația Meiji din anul 1868 și până la sfârșitul celui de-al doilea război mondial, împăratul va fi conducătorul guvernului și armatei.